# Beatdown Hardwear
Beatdown Hardwear (BDHW) ist ein 2005 in Leipzig gegründeter Versandhandel für Merchandising und eine Plattenfirma, welche hauptsächlich Hardcore-Bands unter Vertrag hat. Das Label gehört mit Filled With Hate (FWH), Lifeforce und dem ehemaligen Alveran Records zu den bekanntesten deutschen Labels im Bereich Hardcore.

## Geschichte
Beatdown Hardwear wurde 2005 von Toni Grunert gegründet. Auf eine bestimmte Musikrichtung legte der Gründer das Label nicht fest, sondern produzierte nach eigener Aussage ausschließlich Bands, die seinem persönlichen Geschmack entsprachen. Zum zehnjährigen Bestehen veranstaltete das Label 2015 ein eigenes Musikfestival in Münster.

## Bands

### Aktuell unter Vertrag
- Awaken Demons (Italien)
- Born from Pain[3] (Niederlande)
- Brutality Will Prevail (UK)
- Coldburn
- Fallbrawl
- I Am Revenge
- Nasty (DE/BE)
- Ryker’s
- Slope

### Ehemalig unter Vertrag
- Words of Concrete